# Avarski jezik
Avarski jezik (avarski магIарул мацI (ma'arul mats), авар мацӀ (avar maċ); avar, avaro, bolmac, khundzuri, maarul dagestani; ISO 639-3: ava), najvažniji jezik avarsko-andijske skupine kojim govore etnički Avarci iz zapadnog Dagestana, te manjim dijelom (44 000) u Azerbajdžanu u regijama Zaqatala i Balakan i nešto u Kazahstanu i Turskoj.
Najveći broj govornika živi u Rusiji, i to 744 000 (census 2002. godine). Piše se na ćirilici a literalni je jezik i za neke manje kavkaske etničke skupine.
Dijalekti: sjevernoavarski (bolmats, salatav, andijski avarski, unkratl, khunzakh), jugozapadni avarski (batlukh, hid kaxib, hid keleb), jugoistočni avarski (andalal, andalal untib, andalal shulanin), antsukh (ancux), qarakh (karakh, bacadin), qusur i zaqatal (char). Po ranijim izvorima navode se salatav, kunzakh (xunzax, sjevernoavarski), keleb, bacadin, untib, shulanin, kaxib, hid, andalal-gxdatl, karax (karakh), batlux, ancux (antsukh) i zakataly (char).

## Glasovi
49: ph "th kh b "d g 99 p' "t' k' "tsh tSh "ts: tS: "ts' tS' "ts': tS': kx: qX: kx': qX': "tlF: "tlF': f X H h x: X: "s S "s: S: "z Z "hlF "hlF: m "n "rr "l j w i "e a "o u

## Vanjske poveznice
- Ethnologue (14th)